# Häggrunds grynnan
Häggrunds grynnan är en ö i Finland. Den ligger i Norra kvarken och i kommunen Malax i den ekonomiska regionen  Vasa i landskapet Österbotten, i den västra delen av landet. Ön ligger omkring 43 kilometer väster om Vasa och omkring 400 kilometer nordväst om Helsingfors.
Öns area är 0,4 hektar och dess största längd är 100 meter i sydväst-nordöstlig riktning.